# Milena Vukotic
Milena Vukotic est une actrice italienne née le 23 avril 1935 à Rome.

## Biographie
Milena Vukotic est né d'un père dramaturge monténégrin et d'une mère pianiste et compositrice italienne. Elle a fait partie du corps de ballet du Grand Ballet du Marquis de Cuevas mais elle a préféré abandonner la danse pour se consacrer pleinement au cinéma.
Elle a débuté en 1960 dans le film Il sicario de Damiano Damiani.
Elle a interprété des petits rôles dans les comédies des années 1960 et des rôles plus importants dans de célèbres films italiens.
En 1984, elle reçoit le Ruban d'argent de la meilleure actrice dans un second rôle.
Elle joue le rôle de Paule en 1992 sur TF1, la sœur de Catherine (Anny Duperey), dans la série Une famille formidable (saisons 1 à 5, 7, 12 et 13).
Dès 1998 elle joue dans la série italienne Un medico in famiglia sur Rai Uno.
En 2019, elle participe à la 14e saison de Ballando con le stelle. Soit douze ans après Catherine Spaak, qui a joué Reine Grenier dans Une famille formidable.

## Filmographie

### Cinéma
- 1961 : Totò l'Embrouille (Totòtruffa 62) de Camillo Mastrocinque
- 1963 : Le Jeudi (Il giovedì) de Dino Risi
- 1965 : Juliette des esprits (Giulietta degli spiriti) de Federico Fellini
- 1966 : Rita la zanzara de Lina Wertmüller : professeur de danse
- 1966 : Belfagor le Magnifique (L'arcidiavolo) d'Ettore Scola
- 1967 : La Mégère apprivoisée (La bisbetica domata) de Franco Zeffirelli
- 1967 : La Ceinture de chasteté (La cintura di castità) de Pasquale Festa Campanile
- 1968 : C'est mon mari et je le tue quand bon me semble (Il marito è mio e l'ammazzo quando mi pare) de Pasquale Festa Campanile
- 1968 : Histoires extraordinaires de Federico Fellini, Roger Vadim et Louis Malle
- 1969 : La Contestation (Amore e rabbia), segment Agonia de Bernardo Bertolucci
- 1972 : Le Charme discret de la bourgeoisie de Luis Buñuel
- 1973 : La Villégiature (La villaggiatura) de Marco Leto
- 1974 : Le Fantôme de la liberté de Luis Buñuel
- 1974 : Du sang pour Dracula (Blood for Dracula) de Paul Morrissey
- 1974 : E cominciò il viaggio nella vertigine de Toni De Gregorio (it)
- 1975 : Mes chers amis (Amici miei) de Mario Monicelli
- 1975 : Il caso Raoul de Maurizio Ponzi
- 1975 : Amore vuol dir gelosia de Mauro Severino
- 1975 : L'Agression de Gérard Pirès
- 1976 : Cet obscur objet du désir de Luis Buñuel
- 1978 : Per vivere meglio, divertitevi con noi de Flavio Mogherini
- 1980 : La Terrasse (La terrazza) d'Ettore Scola
- 1981 : Bianco, rosso e Verdone de Carlo Verdone
- 1982 : Mes chers amis 2 (Amici miei atto II) de Mario Monicelli
- 1983 : La casa del tappeto giallo de Carlo Lizzani
- 1983 : Nostalghia (Ностальгия) d'Andreï Tarkovski
- 1983 : La Lune dans le caniveau de Jean-Jacques Beineix : Frieda
- 1983 : Occhio, malocchio, prezzemolo e finocchio de Sergio Martino
- 1984 : L'Art d'aimer (Ars amandi) de Walerian Borowczyk
- 1986 : Max mon amour de Nagisa Ōshima
- 1987 : Roba da ricchi de Sergio Corbucci
- 1988 : Fantozzi va in pensione de Neri Parenti
- 1990 : Fantozzi alla riscossa de Neri Parenti
- 1990 : Matilda d'Antonietta De Lillo et Giorgio Magliulo
- 1991 : Cattiva de Carlo Lizzani
- 1992 : In camera mia de Luciano Martino
- 1993 : Lettre pour L... de Romain Goupil
- 1993 : Abissinia (it) de Francesco Ranieri Martinotti
- 1993 : Stefano Quantestorie (it) de Maurizio Nichetti
- 1993 : Fantozzi in paradiso de Neri Parenti
- 1994 : Anche i commercialisti hanno un'anima (it) de Maurizio Ponzi
- 1995 : Le Laideron (La bruttina stagionata) d’Anna Di Francisca
- 1996 : Fantozzi – Il ritorno de Neri Parenti
- 2007 : Saturno contro de Ferzan Özpetek
- 2008 : Un giorno perfetto de Ferzan Özpetek
- 2010 : Lettres à Juliette (Letters to Juliet) de Gary Winick
- 2014 : La sedia della felicità de Carlo Mazzacurati
- 2014 : Noi quattro de Francesco Bruni
- 2016 : L'Affaire Pasolini (La macchinazione) de David Grieco
- 2016 : Orecchie (it) d'Alessandro Aronadio (it)
- 2017 : Natale da chef (it) de Neri Parenti
- 2017 : La voce di Fantozzi (it) de Mario Sesti (it)
- 2018 : Ride de Valerio Mastandrea
- 2018 : Respiri (it) d'Alfredo Fiorillo
- 2022 : Dante de Pupi Avati

### Télévision
- 1987 : La Vallée des espoirs de Jean-Pierre Marchand (mini-série)
- 1989 : Mano rubata sur Reteitalia : Fabienne
- 1992-2002, 2008, 2015-2016 : Une famille formidable sur TF1 : Paule Mariotti
- 1998-présent : Un medico in famiglia sur Rai Uno : Enrica Morelli

## Théâtre
Elle a été l'actrice favorite de Rina Morelli (Oh, che bella guerra, 1982, Così è (se vi pare) de Luigi Pirandello, 1983).
- 1986 : Les Voix intérieures d'Eduardo De Filippo, mise en scène Claude Yersin, Nouveau théâtre d'Angers
- 1987 : Les Voix intérieures d'Eduardo De Filippo, mise en scène Claude Yersin, Théâtre de l'Est parisien